# Howard Hughes
Howard Hughes (født 24. december 1905, død 5. april 1976) var en amerikansk flypioner, forretningsmand, milliardær, filmproducer og instruktør. Han var kendt som en playboy, excentriker og blev berømt for at sætte flere verdensrekorder i flyvning. Herudover grundlagde Howard Hughes virksomheden Hughes Aircraft Company, der efter 2. verdenskrig blev en væsentlig producent af bl.a. våbensystemer, kommunikationsudstyr og komponenter til rumfartsindustrien.

## Barn- og ungdommen
Howard Robard Hughes jr. blev født i 1905 som søn af oliemillionæren Howard Robard Hughes og Dallas societypigen Allene Gano Hughes. Allerede som 11-årig udviste Hughes store evner indenfor både matematik og ingeniørkunst og konstruerede Houstons første trådløse sendestation. Som 14-årig fik Hughes sin første flyvelektion og fik dermed en passion, der skulle vare resten af hans liv. I 1922 døde Hughes mor, Allene, og i 1924 døde hans far. Hughes arvede sin fars firma, Hughes Tool Company og to millioner dollars, men passionen for værktøj til olieboring var for intet at måle i forhold til passionen for flyvning og film. I 1925 udkæmpede (og vandt) Hughes en bitter strid om retten til sin fars selskab. Da Hughes endnu ikke var 21, kunne han ikke officielt overtage selskabet, men ikke desto mindre vandt han sagen. Livet i Hughes Tool var ikke synderligt interessant for Hughes, så han tog til Hollywood, og i løbet af den sidste halvdel af 1920'erne arbejdede han som besat på storfilmen Hell's Angels (dansk titel: Giganternes Kamp), datidens dyreste filmproduktion nogensinde. Filmen blev finansieret med midler fra ”Hughes Tool Company”.

## Hollywood
I midten af tyverne debuterede han således som filmmogul med datidens dyreste produktion, ”Hell's Angels”, der blev en kæmpesucces, og efterfølgende med film som Scarface og Sky Devils. Den smukke, hovedrige, unge mand blev hurtigt mediernes darling – og så afgjort også tidens store kvindelige starletters. Han datede stort set alle de kvindelige Hollywood stjerner, deriblandt Jean Harlow, Ava Gardner og Katharine Hepburn. Fra 1940 – 1941 producerede og instruerede Howard filmen The Outlaw med Jane Russell. Filmen handlede om Billy the Kid, og Russell spillede den kvindelige hovedrolle. Til trods for, at filmen blev fuldført i 1941, blev den ikke vist til publikum før to år senere. Censurmyndighederne nægtede at godkende filmen på grund af fokusset på Russells bryster, og Hughes måtte klippe dele af filmen væk. Den blev alligevel en stor succes, og opmærksomheden i forbindelse med filmen var med til gøre Russell til en stjerne. Til samme lejlighed havde han designet verdens første push-up bh, så hendes bryster så store og mægtige ud – hvilket ledte til en lang og indædt kamp med censuren.

## Flypioneren
Hughes var en stor flyentusiast, og fredag d. 13. september 1935 satte han med sit eget fly H-1 Racer ny hastighedsrekord med 566 km/t. I april 1939 blev Howard Hughes største aktionær i flyselskabet Transcontinental & Western Air. Selskabet blev senere omdøbt til Trans World Airlines. Den 7. juli 1946 var Howard Hughes ved at miste livet, da han prøvefløj et eksperimentelt spionfly (XF-11) for den amerikanske hær. Kvæstelserne var meget omfattende, herunder et knust kraveben, 24 knuste ribben, 16 tredjegradsforbrændinger, og hans brystkasse faldt sammen, så hans hjerte forrykkede sig til højre side af kroppen. Da han lå på hospitalet, kunne han ikke lide designet på den hospitalsseng, han lå i. Derfor opfordrede han ingeniører til at designe en "skræddersyet" seng, forsynet med rindende varmt og koldt vand, bygget i seks afdelinger og drevet af 30 elektromotorer. Da han var på hospitalet, fik han i hemmelighed også plastikoperationer.
Under 2. Verdenskrig havde Hughes' selskab Hughes Aircraft Company fået en kontrakt på at bygge datidens største fly til transport af tropper. Flyet, som kom til at hedde Hughes H-4 Hercules, blev bygget af træ på grund af mangel på metal under krigen. Kritikere døbte af den grund flyet "Spruce Goose". Selv om Hughes vidste, at han ikke kunne nå at få flyet færdig, før krigen sluttede, forsatte han stædigt med at bygge videre på det. I 1947 fløj Hughes for første og eneste gang i Hercules-flyet. H-4 Hercules er stadig flyet med det største vingefang nogensinde (97,54 meter).

## Tvangstankerne
Hughes bar også rundt på mange indre dæmoner. Han led af en overvældende angst for bakterier, han insisterede på altid at gå i fritidssko til sit jakkesæt, han forsøgte desperat at skjule sin nedsatte hørelse, og han led af en lang række tvangstanker – også kaldet OCD (obsessive-compulsive disorder). I 1958 gav Hughes sit sidste offentlige interview og undgik herefter pressen resten af sit liv. Hughes begyndte også et hemmeligt misbrug af medicin. Han gik nu kun i bad én gang om året og fik også kun klippet hår og negle en gang om året. Howard Robard Hughes døde 5. april 1976. Under obduktionen opdagede man at, Hughes havde flere afbrækkede nåle i kroppen. Den nu 188 cm høje mand vejede blot 42 kg, og hans mave var oppustet af underernæring.

## Citater
| Citat | I'm not a paranoid deranged millionaire. Goddamit, I'm a billionaire. | Citat |
|       |                                                                       |       |

| Citat | Hvis man behandler penge rigtigt, er de som en trofast hund, der løber efter én. | Citat |
|       |                                                                                  |       |

## Kulturelle referencer
- Leonardo DiCaprio spillede hovedrollen som Howard Hughes i Martin Scorseses film The Aviator fra 2004.

- The Simpsons lavede en parodi på Howard Hughes i afsnittet Or, How I Learned to Stop Worrying and Love Legalized Gambling hvor Mr. Burns bliver utroligt bange for bakterier og laver et modelfly, der hedder "Spruce Moose".

- State of Mind,* Kim Bonfils, har udgivet 13 musiknumre med tekster af Howard Hughes på CD'en * Importance of the Work at Hand. Teksterne er praktiske anvisninger og breve, skrevet af Howard Hughes, mens hans * OCD var fremskreden .

## Fodnoter
1. ↑  "Howard Hughes - MSN Encarta". Arkiveret fra originalen 10. februar 2009. Hentet 10. februar 2009.
2. ↑  Howard Hughes
3. ↑  Crash of the XF-11
4. ↑  Aerospaceweb.org | Ask Us - Largest Plane in the World
5. ↑  "Arkiveret kopi" (PDF). Arkiveret fra originalen (PDF) 25. september 2007. Hentet 22. december 2013.
6. ↑  Hack 2002, s. 16–18.